# Floyd Fithian
Pour les articles homonymes, voir Fithian.
Floyd James Fithian (3 novembre 1928 - 27 juin 2003), est un homme politique américain.

## Biographie
Officier dans l'US Navy, Floyd Fithian est élu à la Chambre des représentants des États-Unis en 1974 pour l'Indiana. Réélu à trois reprises, il y siège jusqu'en 1983.
Par la suite, il rejoint le département de l'Agriculture des États-Unis comme Secretary de la Farm Credit Administration (en).
Il est enterré au cimetière national d'Arlington.

## Sources
- (en) Cet article est partiellement ou en totalité issu de l’article de Wikipédia en anglais intitulé « Floyd Fithian » (voir la liste des auteurs).